# Бисизоцианат дисульфонила
Бисизоцианат дисульфонила — неорганическое соединение,
изициановый ангидрид дисерной кислоты
с формулой S2O5(NCO)2,
бесцветная жидкость или кристаллы,
разлагается в воде.

## Получение
- Реакция бромциана и триоксида серы с последующей фракционной перегонкой продуктов реакции:

{\displaystyle {\mathsf {2SO_{3}+2BrCN\ {\xrightarrow {-20^{o}C}}\ SO_{2}(NCO)_{2}+Br_{2}+SO_{2}}}}
{\displaystyle {\mathsf {SO_{2}(NCO)_{2}+SO_{3}\ {\xrightarrow {-20^{o}C}}\ SO_{2}(NCO)_{2}}}}

## Физические свойства
Бисизоцианат дисульфонила образует бесцветную жидкость или кристаллы.

## Химические свойства
- Бурно реагирует с водой с образованием аминосульфоновой кислоты:

{\displaystyle {\mathsf {S_{2}O_{5}(NCO)_{2}+3H_{2}O\ {\xrightarrow {}}\ 2NH_{2}SO_{3}H+2CO_{2}}}}
- Разлагается при нагревании с образованием бисизоцианата сульфонила:

{\displaystyle {\mathsf {S_{2}O_{5}(NCO)_{2}\ {\xrightarrow {120-130^{o}C}}\ SO_{2}(NCO)_{2}+SO_{3}}}}